# 가오위전
가오위전(중국어 정체자: 高宇蓁, 병음: Kāo Yûzhēn, 한자음: 고우진, Jean Kao, 1978년 12월 6일 ~ )은 대만의 배우이다.

## 방송
- 야시인생
- 천하여인심
- 아문발재료
- 세간정
- 김가호식부